# Austropetaliidae
Los austropetalídos (Austropetaliidae) son una familia de odonatos anisópteros del Hemisferio Sur. Comprende a 10 especies en cuatro géneros; las especies son altamente endémicas y se encuentran solamente en Tasmania, Australia, Chile y Argentina.

## Historia
Antiguamente las especies de la zona sur de América se vinculaban con Neopetalia punctata de la familia Neopetaliidae, hasta que en 1994 Carle y Luton[cita requerida] las diferenciaron en su propia familia y género. En cuanto a los estudios filogenéticos, los realizados por el equipo B. Misof, A. M. Rickert, T. R. Buckley, G. Fleck and K. P. Sauer en el 2001[cita requerida] sobre la base de las interrelaciones de Anisoptera dan cuenta de esta familia como tal. Sin embargo hay discrepancia acerca de las especies descritas siendo una de éstas Austropetalia victoria.

## Morfología
Los ojos se juntan en la parte de arriba de la cabeza en un solo punto, el vértex es casi plano. Las alas poseen manchas rojizas o café-rojizas, utilizándose la venación como un sistema de diferenciación de otras familias y dentro de los mismos géneros .